# خالد علي
خالد علي (26 فبراير 1972) هو محام وسياسي مصري، شارك في تأسيس مركز هشام مبارك للقانون والمركز المصري للحقوق الاجتماعية والاقتصادية وكان مدير سابقا لهما  ترشح في أول انتخابات الرئاسة المصرية بعد ثورة يناير وجاء ترتيبة فيها السابع من بين 13 عشر مرشح. انضم لحزب التحالف الشعبي الاشتراكي في نوفمبر 2012. وايضا ترشح للانتخابات الرئاسية المصرية عام 2018 قبل أن تعلن حملته «طريق لبكرة» عن انسحابه في 24 يناير 2018، مشيرة لخروقات ونهاية إمكانيات الدعاية والتعبئة والمنافسة وغياب الثقة في «إمكانية تحول الاستحقاق الانتخابي إلى فرصة لبداية جديدة» وانغلاق «الانفراجة البسيطة» التي راهنت على إستغلالها، على حد تعبيره؛ في إشارة للتعامل مع المرشحين المحتملين واعتقال سامي عنان، أحد مرشحي الرئاسة قبلها بيوم بقرار من المجلس العسكري.

## نشأته
ولد خالد علي عمر في قرية ميت يعيش، التابعة لمركز ميت غمر بالدقهلية، في 26 فبراير 1972. وكان والده يعمل متطوعًا في سلاح خفر السواحل بالجيش المصري. خالد ثاني الأبناء بين خمس بنات وثلاث أولاد الأخ الأكبر اسمه محمد علي عمر المحلاوي يعمل مدير فني كرة طائرة وياتي خالد بعده ثم يأتي أخوه الأصغر أيمن عمر المحلاوي مدرب كرة قدم بنادي، حصل ستة منهم على مؤهلات عالية
-حصل خالد على الشهادتين الابتدائية والإعدادية من مدارس قريته، وحصل على الشهادة الثانوية من مدرسة جصفا وميت أبو خالد، ثم التحق بكلية حقوق الزقازيق عام 1990 وتخرج منها عام 1994، وكان يعمل دائما في الإجازات مساعدة لاهله حتى قبل أن يلتحق بالجامعة. فعمل في أعمال مختلفة: عمل حمالا للأرز في مضرب أرز، ثم في مصنع للبسكويت، وطوال فترة الدراسة الجامعية ولمدة عام بعد تخرجه عمل في مقهى بسفنكس، ثم عمل لفترة قصيرة في أحد مكاتب المحاماة في ميت غمر متدرب بدون أجر.

## حياته الشخصية

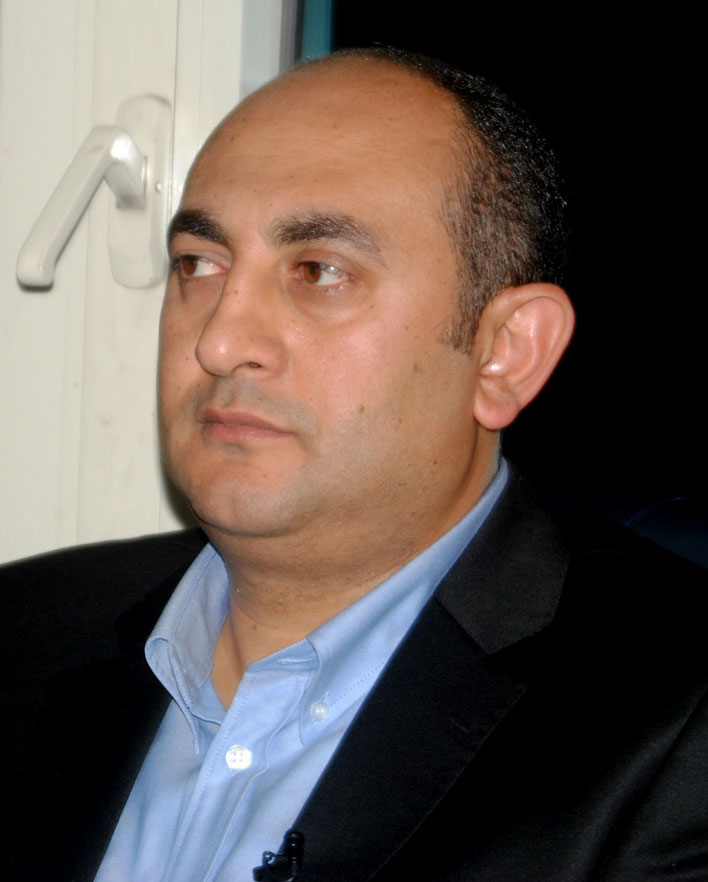
خالد علي

خالد علي متزوج من السيدة/ نجلاء هاشم منذ سنة 2002 وتوفيت بعد صراع مع المرض وعنده ولد وبنت، عمر (8 سنوات) وأمينة (5 سنوات)

## مسيرته
شهد عام 1996 بداية مشوار خالد علي كمحامي مدافع عن حقوق الإنسان، وبالذات الحقوق الاقتصادية والاجتماعية، إذ ضمه المحامي أحمد سيف الإسلام عبد الفتاح إلى فريق العمل على ملف القضايا العمالية بمركز المساعدة القانونية – الذي أسسه هشام مبارك عام 1995 ليقدم العون القانوني مجانا لمن يحتاجه في قضايا حقوق الإنسان. وقد كون أحمد سيف الإسلام فريقا للعمل على ملف النقابات العمالية، حيث جرت عام 1996 انتخابات النقابات العمالية، وقد عرف المئات من العمال، الذين كان الاتحاد العام والأمن يعرقل ترشحهم، طريقهم إلى المركز الذي تبنى قضاياهم
-في عام1999 شارك خالد علي في تأسيس مركز هشام مبارك للقانون وقد شغل منصب المدير التنفيذي للمركز في الفترة من 2007 إلى 2009
شارك خالد علي في تأسيس اللجنة التنسيقية للحقوق والحريات النقابية والعمالية (2001) التي ضمت قيادات عمالية من مواقع مختلفة وشاركت في مواجهة انتهاكات انتخابات النقابات العمالية عام 2001 وعام 2006، وكانت الأحكام القضائية التي حصل عليها خالد علي بالتعاون مع اللجنة التنسيقية ومركز هشام مبارك ببطلان انتخابات الاتحاد العام للعمال 2006 من الأسس التي استند إليها قرار حل الاتحاد العام للعمال بعد الثورة
خالد علي عضو مؤسس في جبهة الدفاع عن متظاهري مصر، التي شُكلت عام 2008 استعدادا لدعم انتفاضة المحلة وإضراب 6 أبريل، وصارت منذ ذلك التاريخ وحتى اليوم، من أهم أدوات الدفاع عن حقالتظاهر في مواجهة تعسف السلطة وعنفها. وقد حكى أحمد سيف أن أول من فكر في تأسيس الجبهة كان خالد علي
شارك خالد علي في حملة “معا من أجل إطلاق الحريات النقابية” لوضع مشروع قانون ديمقراطي للنقابات العمالية، والمشروع معروض الآن على مجلس الشعب بعد تجاهله من قبل البرلمانات السابقة على الثورة والمجلس العسكري

### الدفاع عن المتظاهرين
له دور رائد في الدفاع عن العمال والفلاحين والفقراء في القرى والنجوع والعشوائيات، ومن المدافعين عن المتظاهرين الذين قبض عليهم بسبب دعمهم للانتفاضة الفلسطينية الثانية، وأحد أبرز المدافعين عن المتظاهرين الذين قبض عليهم بسبب احتجاجهم علي غزو العراق عام 2003.
ولم ى نضم خالد علي لأي حزب في مسار تاريخه وإن كان له ميول يسارية إلا أنه يؤيد المزج بين القطاع العام والقطاع الخاص تحت راية وطن واحد  ومؤسس جبهة الدفاع عن متظاهري مصر التي ما زالت تقدم الدعم القانوني للمحتجين السلميين منذ أبريل 2008. منحته حركة مصريين ضد الفساد جائزة المحارب المصري أواخر 2011.

### رئاسة 2012
- أعلن خالد علي عن ترشحه للرئاسة في انتخابات الرئاسة المصرية 2012 يوم 27 من فبراير بعد يوم مولده الأربعين بيوم واحد والذي أكمل حينئذ عامه الأربعين وأصبح له حق الترشح لرئاسة الجمهورية ويعد أصغر المرشحين سناً لرئاسة الجمهورية [9][10]
- وفي يوم الأحد 8 إبريل، تقدم خالد رسمياً بأوراق ترشحه لرئاسة الجمهورية، مستقلا، وذلك في ختام فترة الترشح للرئاسة [11]، حيث حضر بصحبة أنصاره إلى مقر اللجنة العليا للانتخابات، لتقديم أوراقه ونماذج التأييد الشعبي والنيابى التي حصل عليها. حيث استطاع تجمع 30 تأييدا نيابيا من أبرز نواب مجلسى الشعب والشورى.[12]

### رئاسة 2018
- بتاريخ 6 نوفمبر 2017 أعلن ترشحه للرئاسة في انتخابات الرئاسة المصرية 2018.[13] وكان أول من يعلن ترشحه لتلك الانتخابات، وواجهت حمتل خروقات وعقبات عدة[14] كتعطيل جمع توكيلات الترشيح ووصلت لاعتقال عدة أعضاء في حملته.[4] وفي 24 يناير 2018، أعلنت الحملة عن انسحابه مشيرة لخروقات ونهاية إمكانيات الدعاية والتعبئة والمنافسة وغياب الثقة في «إمكانية تحول الاستحقاق الانتخابي إلى فرصة لبداية جديدة». وانغلاق «الانفراجة البسيطة» التي راهنت على إستغلالها، على حد تعبيره؛[5] في إشارة للتعامل مع المرشحين المحتملين واعتقال سامي عنان، أحد مرشحي الرئاسة قبلها بيوم.[5]

## قضية مصرية جزيرتي تيران وصنافير
- رفع خالد علي - مع آخرين - قضية في محكمة القضاء الإداري لاثبات ان جزيرتي تيران وصنافير مصريتان وجاء في الحكم النهائي للمحكمة الإدارية العليا أن: «جيش مصر لم يكن أبدًا قديمًا أو حديثًا جيش احتلال، وما أخرجته مصر خارج حدودها إلا دفاعًا عن أمنها».[15]
- واستقر في عقيدة المحكمة أن «سيادة مصر على جزيرتي تيران وصنافير مقطوع بها، وأن الحكومة لم تقدم ثمة وثيقة تغير عقيدة المحكمة بشأن مصرية الجزيرتين».[16]